# 草地齿螯蛛
草地齿螯蛛（学名：Enoplognatha gramineusa）为球蛛科齿螯蛛属的动物。在中国大陆，分布于内蒙古等地，一般栖息于草原草丛中。该物种的模式产地在内蒙古锡盟。